# Coquillettia mimetica
Coquillettia mimetica är en insektsart som beskrevs av Henry Fairfield Osborn 1898. Coquillettia mimetica ingår i släktet Coquillettia och familjen ängsskinnbaggar.

## Underarter
Arten delas in i följande underarter:
- C. m. floridana
- C. m. laticeps
- C. m. mimetica